# Ophiorrhiza discolor
Ophiorrhiza discolor är en måreväxtart som beskrevs av Robert Brown och George Don jr. Ophiorrhiza discolor ingår i släktet Ophiorrhiza och familjen måreväxter. Inga underarter finns listade i Catalogue of Life.